# 菅沼岳
菅沼 岳（すがぬま がく、1990年1月13日 - ）は、日本の俳優。神奈川県出身。今井事務所所属。劇団BuzzFestTheater元メンバー。横浜国立大学出身。

## 人物
身長170cm。体重81kg。血液型O型。
趣味はアコースティック・ギター、料理、スキー、英会話。特技は完璧なバランスでビールを注ぐ事、アイスホッケー。

## 出演作品

### テレビドラマ
- 警視庁ゼロ係〜生活安全課なんでも相談室〜 SECOND SEASON 第3話（2017年、テレビ東京） - スタッフ3
- 相棒 Season16 第9話（2017年、テレビ朝日） - スタッフ1
- ぬけまいる〜女三人伊勢参り 第3、8話（2018年、NHK総合） - 粂次郎
- ハル〜総合商社の女〜 第1話（2019年、テレビ東京） - 店員
- 山本周五郎ドラマ さぶ（2020年、NHK BSプレミアム） - 人足
- ウルトラマンZ 第15話（2020年、テレビ東京） - 業者2
- 天使にリクエストを〜人生最後の願い〜 第3話（2020年、NHK総合）

### テレビ番組
- 痛快TV スカッとジャパン 第116回（2018年、フジテレビ）
- なぜ あの歴史は消えたのか?（2018年、テレビ東京） - 織田信長の部下
- こわでん「真夏の夜はゾクゾクしたい! 日本各地に伝わる怖い伝説とその教え」（2019年、NHK BSプレミアム）

### 舞台
- KITEKI（2011年）
- SAMPLE3（2011年）
- SAMPLE4（2012年）
- アルジャーノンに花束を（2013年）[4]
- HOME×FLAT（2013年）
- ラストショウ（2013年）[4]
- 流れ星兄弟（2014年）[4]
- 雪の降らない森（2015年）[4]
- マコベス（2015年）[4]
- ユーカリ園の桜（2016年）
- アイバノ☆シナリオ（2016年）
- 裏の泪と表の雨（2016年）
- 光と影からの恵み（2017年）
- アイバノ☆シナリオ（2017年）
- 昏闇の色（2018年）
- TWO BOX（2018年）
- 毛皮のマリー（2019年）
- TWO BOX（2019年）
- 野外劇「吾輩は猫である」（2019年）
- NIPPON・CHA!CHA!CHA!（2020年）
- ロング・グッドバイ（2020年）
- 兄妹どんぶり（2024年）[5]
- 青春にはまだはやい（2024年）[6]

### CM
- キリン（2018年）

### DVD
- HKT48 092特典映像「雨が降るまで」（2017年）